# Augusta Liljenberg
Augusta Wilhelmina Liljenberg, född 21 september 1846 i Lund, död 10 september 1881 i Köpenhamn, var en svensk konstnär.
Hon var dotter till häradshövdingen Nils Liljenberg och Ingeborg Fredrika Augusta Ljungberg och syster till Agnes Liljenberg. Hon studerade konst i Italien och Frankrike. Hon bosatte sig i Frankrike där hon etablerade en egen ateljé i Paris i slutet av 1870-talet. Hennes bevarade konst består till stor del av porträtt. Liljenberg var representerad vid Föreningen Svenska Konstnärinnors utställning på Konstakademien 1911. 